# Histoire de la statistique française
L'Institut national de la statistique et des études économiques est depuis 1946, l'organisme d'État français chargé de la statistique nationale. Il a été précédé par plusieurs organismes de production de statistiques publiques.

## Contexte international
La  France fut loin d'être la première dans ce domaine : la Tabellverket, appelée aussi « Bureau des Tables », fut le premier institut de statistique officiel au monde, créé en 1749 par Pehr Wilhelm Wargentin et issu des premiers recensements que la Suède avait ordonné à l'Église de Suède d'effectuer en 1686.

## La genèse de la statistique française
En 1801, le ministère de l'Intérieur crée le bureau de la statistique sous l’impulsion de son nouveau ministre Jean-Antoine Chaptal en poste entre 1800 - 1804.
Alexandre Moreau de Jonnès est considéré comme le père de la statistique française. À partir de 1828, il est affecté au ministère du Commerce, où il s'occupe de la statistique, et il est chargé à partir de 1833, par Adolphe Thiers de compiler, au sein du ministère de l'Intérieur, l'ensemble de la statistique française, sous la dénomination de Statistique générale du royaume.
Durant ces années, il fut l'initiateur de la Statistique de l'agriculture de France, de la Statistique générale de France et de la Statistique de l'industrie de France.

## La Statistique générale de la France
À partir de 1840, son service devient le Bureau de la Statistique générale de la France (SGF) jusqu'en 1940. Attaché au ministère de l’Agriculture et du Commerce et Alexandre Moreau de Jonnès en sera le directeur jusqu'en 1851. Ses services produisent durant son administration une publication monumentale en 13 volumes et son action contribue à développer en France les travaux statistiques et leurs usages.
Toutefois, jusqu'en 1852, d'autres services statistiques existaient, n'utilisant pas les mêmes catégories. Ainsi, outre la SGF dirigée par Moreau de Jonnès, qui dépend du Ministère de l'Agriculture et du Commerce, Alfred Legoyt dirige le Bureau d'administration générale, service de statistiques du Ministère de l'Intérieur. Ces deux services sont réunis en 1852 sous la direction de Legoyt, qui succède ainsi à Moreau de Jonnès.

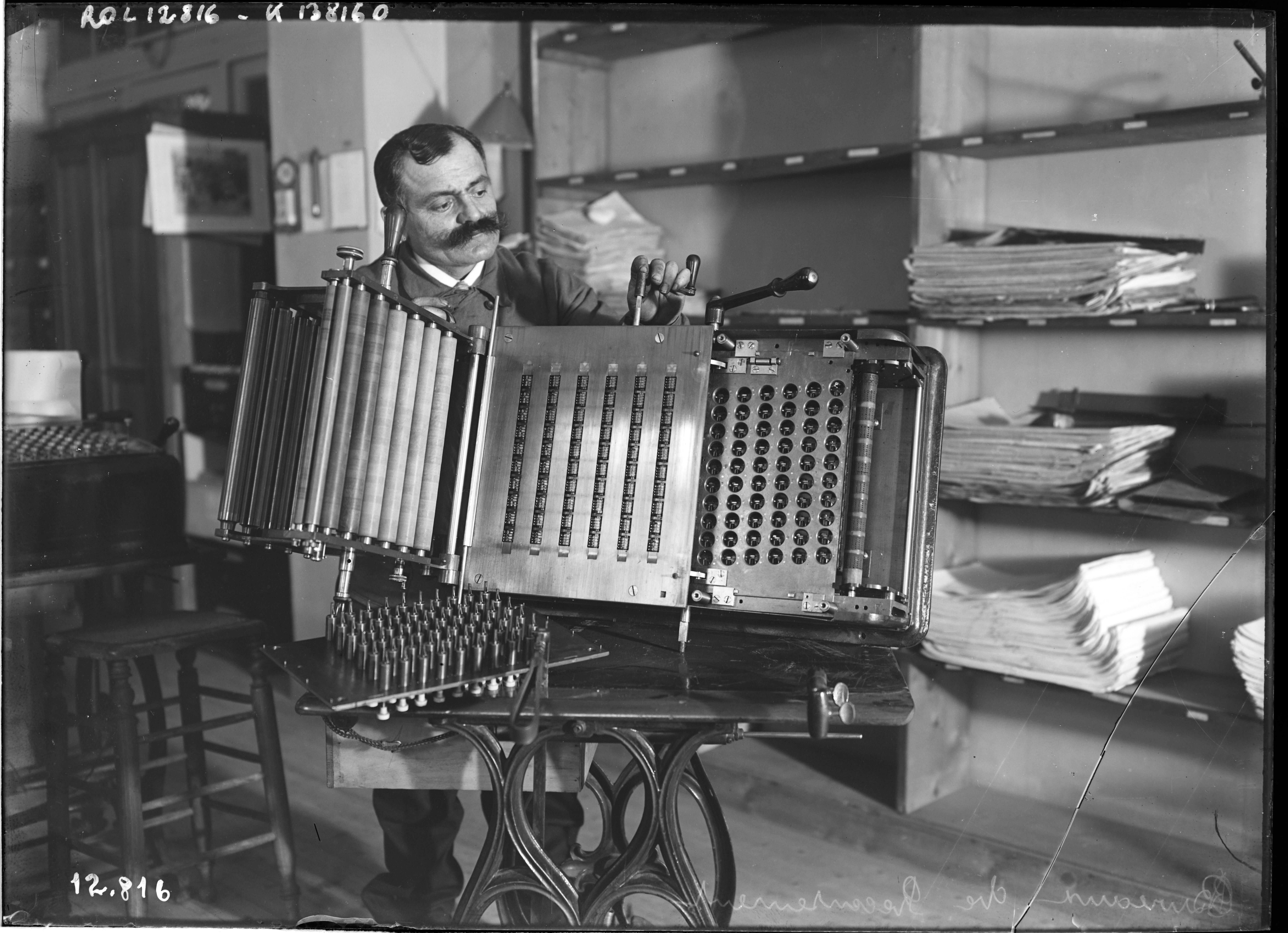
Classi-compteur en 1911.

Sous l'impulsion de Lucien March, directeur de 1896 à 1920, la SGF diversifie son activité : première enquête de consommation en 1907, début des enquêtes périodiques sur les prix de détail en 1911, recensement démographique quinquennal sur des classi-compteurs mis au point par Lucien March. Un concours de niveau élevé est instauré pour le recrutement de la SGF, qu'Alfred Sauvy réussit en 1920.
En 1937, la SGF dispose encore de peu de moyens, elle emploie 126 personnes, délégations régionales comprises, ce qui est faible surtout si on la compare avec en Allemagne, l'Office statistique du Reich qui emploie plus de 2 400 collaborateurs. La SGF dispose d'une bibliothèque de 60 000 ouvrages mais n'a pas de bibliothécaire par manque de moyens financiers. Alfred Sauvy évoque alors « un établissement artisanal (...) un curieux mélange d'archaïsme et de haute productivité ».

### Indice du coût de la vie
La SGF mesure l'indice de la « vie chère », terme popularisé par les journaux d'époque alors que les prix avaient plus que doublé durant la Grande Guerre. Ce terme fut repris en 1936 dans le programme du Front populaire dont un des objectifs est de lutter contre cette « vie chère ».
Cet indice de prix, plutôt rudimentaire, portait sur 13 articles de 1916 à 1930 et sur 34 articles après. Il est calculé en fonction du budget d'une famille ouvrière de quatre personnes : l'alimentation représentait alors 60 % de sa consommation, l'habillement 15 %, le chauffage 5 %, les dépenses de loisirs et de santé 10 % dont 2 % pour le seul savon.
Cependant, les relevés faits par les employés de la SGF ne concernent que Paris, alors que pour les villes de plus de 10 000 habitants, ce sont les municipalités qui sont chargées de faire les relevés de prix et de les communiquer à la SGF.
En 1920, le gouvernement  décide la mise en place d'une soixantaine de commissions locales du « coût de la vie », composées de représentants du patronat, de déléguées syndicaux et des fonctionnaires chargés du calcul de ce coût de la vie. Chaque commission est libre dans l'organisation de son travail : composition et pondération de son indice et récupération des données.

### Indice des revenus
À partir de 1924, la SGF s'occupe chaque année de la question des revenus. Auparavant, existait une enquête décennale mais l'évolution rapide des prix impose un rythme plus soutenu. Devant l'immensité de la tâche, la SGF ne calcule qu'un « indice du salaire ouvrier évalué approximativement à partir du taux le plus fréquemment appliqué dans chaque profession ». Les données sont récoltées auprès des mairies, des conseils de prud'hommes et du ministère du travail. Une cinquantaine de professions sont suivies dans l'indice, parmi elles : charron, dentelière, forgeron, giletière, repasseuse, tailleur d'habits...
En janvier 1939, la Revue d'économie politique écrit : « On ne dispose pas d'indices du pouvoir d'achat de l'ensemble de la population. (...) Ce sont des indices (des 13 et 34 articles) qu'il semblerait naturel de rapprocher du montant des revenus, mais la question de savoir dans quelle mesure ils peuvent être étendus à toutes les classes sociales est délicate à résoudre ». La revue fait alors allusion aux revenus des rentiers, porteurs de valeurs mobilières et propriétaires de biens immobiliers, et à celui des professions libérales, alors que l'indice du coût de la vie est seulement confronté à celui du salaire ouvrier.

## Le Service national des statistiques
René Carmille, pionnier de l'utilisation des machines mécanographiques, obtient en 1940, la création du « Service de la démographie », qui, sous couvert d'un rattachement au ministère des Finances, remplaçait les bureaux de recrutement militaire interdits par l'Armistice. Le Service de la Démographie a été fusionné, le 11 octobre 1941, avec la SGF, et l'ensemble prit le nom de Service national des statistiques (SNS). Carmille mit en place l'identifiant numérique (aujourd'hui NIR, ou numéro de sécurité sociale), à des fins de mobilisation secrète.
Six nouveaux ateliers furent créés en zone Nord, mettant ainsi en place les futures directions régionales de l’Insee. René Carmille créa une école d'application du SNS (ancêtre de l'ENSAE actuelle), où sont formés les membres de deux corps nouvellement créés : les attachés et les administrateurs.

## L'Institut national de la statistique et des études économiques
En 1946, il est remplacé par l'Institut national de la statistique et des études économiques. C'est la loi de finances du 27 avril 1946 qui crée l’Institut national de la statistique et des études économiques pour la métropole et la France d'outre-mer.
Le premier directeur général est Francis-Louis Closon (1910-1998) qui dirige l'Insee de 1946 à 1961. Les directeurs généraux qui lui succéderont sont :
- Claude Gruson 1961-1967
- Jean Ripert 1967-1974
- Edmond Malinvaud 1974-1987
- Jean-Claude Milleron 1987-1992
- Paul Champsaur 1992-2003
- Jean-Michel Charpin 2003-2007
- Jean-Philippe Cotis 2007-2012
- Jean-Luc Tavernier 2012-

L'Insee quadrille l'économie française à grand renfort d'enquêtes auprès des ménages et des entreprises, de recensements et de création d'indices de conjoncture. Il devient un acteur majeur de la politique du pays, au point d'instituer un véritable pouvoir de la « magistrature du chiffre » et de susciter désormais chez les hommes politiques et les gouvernants, une mysticité de ses divers indices, au point que la tentation est désormais toujours présente de mener une politique des indices plutôt qu'une vraie politique économique. Ce fut le cas en 1956 et en 1963, lorsque les politiques de détaxation et de subvention, n'avaient d'autre but que de faire baisser un indice jugé alors trop élevé.
En 1986, l'indice des prix est composé de 295 postes recouvrant 1 000 articles : l'alimentation ne représentait plus que 25,1 % des dépenses, le chauffage, l'éclairage et l'habillement se retrouvent parmi les produits manufacturés qui représentent 45 % de la consommation. Les achats de services, dont les dépenses de santé et le loyer, représentent 29,4 %.